# Markus von Gosen
Markus von Gosen (* 8. November 1913 in Breslau, Provinz Schlesien; † 20. November 2004 in Prien am Chiemsee) war ein deutscher Grafiker, Zeichner und Maler.

## Leben
Markus von Gosen, Sohn des Bildhauers Theodor von Gosen, wurde in Breslau geboren. Er lehrte an der Staatlichen Akademie für Kunst und Kunstgewerbe Breslau. Er verfertigte Ansichten seiner Heimatstadt und Glasfenster der dortigen Bernhardinkirche, die heute als Architekturmuseum dient. Auch seine Glasfenster wurden im Zweiten Weltkrieg zerstört, eines darunter stellte die vier Reiter der Apokalypse dar: Pest, Mord, Hunger und Tod, die symbolische Verkörperung des Kriegsgrauens. Nach der Flucht oder Vertreibung aus Schlesien lebte von Gosen ab 1946 in Prien am Chiemsee, wo er eine Fresken- und Glasmalereiwerkstatt gründete und auch Grafiken erstellte. Ein Hauptthema seiner Arbeiten war die Tierwelt: in seiner Jugend porträtierte er Vögel, Fische und Wildkatzen aus dem Zoo Breslau. 
1954 verfertigte er das Marmormosaik „Der gute Hirte“ für die evangelische Pauluskirche in Traunreut. Für die Christuskirche (Prien am Chiemsee) schuf er die Farbfenster. 1990 wurde er mit dem Kulturpreis Schlesien des Landes Niedersachsen ausgezeichnet. 1999 veröffentlichte er eine Monographie über den Tierplastiker Fritz Wrampe. 2011 wurden Werke von Theodor und Markus von Gosen unter dem Titel „Vater und Sohn“ im Breslauer Stadtschloss ausgestellt, wobei auch Wandteppiche von Markus’ Frau Hedwig von Gosen zu sehen waren.
Zum Wiederaufbau der stark kriegsgeschädigten (April 1945) Kath. Stadtpfarrkirche St. Peter und Paul (Waldkirchen) trug er 1954 sechs Buntglasfenster bei, je zwei im Chor (Szenen aus dem Leben Christi; Inschrift „M. V. GOSEN 1954“), in der sogenannten Grabkapelle (rechts, mit Bezug auf Christi Leidensweg; Inschrift: „AUSGEFÜHRT IN MÜNCHEN BEI GLASMALEREI VAN TREECK“ und „1954 VON MARKUS V. GOSEN“) und in der linken Kapelle (Taufe Jesu und Diözesanpatrone Maximilian und Valentin).
Für die neu errichtete Kath. Filialkirche Maria Königin in Schweinhütt entwarf er 1962 ein Buntglasfensterband (Glasfries).
Für die Katholische Pfarrkirche St. Stephan in Egglham schuf er 1965 (datiert inschriftlich: „MARKUS VON GOSEN PRIEN 1965“) drei Glasfenster über Die Steinigung des heiligen Stephanus.
In der 1963 bis 1966 erbauten Kath. Filialkirche St. Josef in Zell (Kirchberg im Wald) stammt die 1966 musivisch (Marmormosaik mit St. Joseph in der Weihnachtsszene von Bethlehem) gestaltete Altarwand von Markus von Gosen.
Von den fünfziger Jahren bis 2023 bestanden fünf mehrfarbige Sgraffiti mit seiner Signatur an der Kindertagesstätte Senftenauer Straße 21 in München. Sie schmückten vier Eingangsportale und einen Giebel mit Tierdarstellungen und einer Sonnenuhr.

Markus von Gosen Portale (Totale)
Markus von Gosen Portal 1
Markus von Gosen Portal 2
Markus von Gosen Portal 3
Markus von Gosen Portal 4
Markus von Gosen Sonnenuhr